# Cracticinae
I Cracticinae Chenu & des Murs, 1853 sono una sottofamiglia di uccelli passeriformi della famiglia Artamidae.

## Descrizione

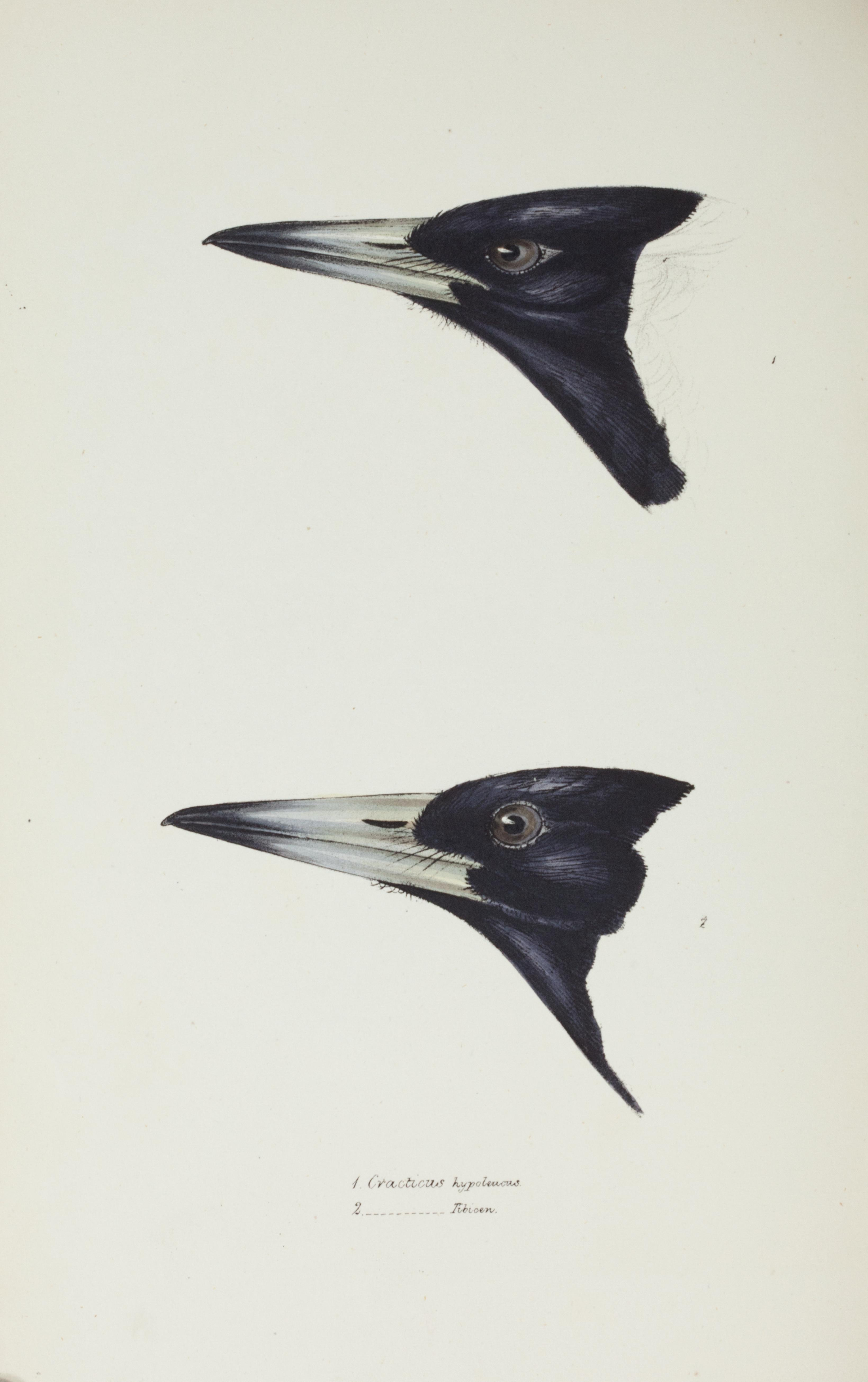
Illustrazione di profilo di gazza australiana.

La sottofamiglia comprende specie di medie dimensioni (dai 25 cm delle specie più piccole di uccello beccaio al mezzo metro dei currawong), dall'aspetto e dalla colorazione molto simili a quelle dei corvi (coi quali non sono tuttavia imparentate in maniera particolarmente stretta), con piumaggio in prevalenza nero o grigio ed aree più o meno vaste di colore bianco, oltre ad un lungo e robusto becco e forti zampe artigliate.

## Biologia
Le specie ascritte alla sottofamiglia sono diurne e sociali, ottimi cantori e molto intelligenti.

Si tratta di uccelli onnivori, nei quali però la componente animale (invertebrati e piccoli vertebrati) risulta preponderante.

I due sessi collaborano nella costruzione del nido (una coppa grossolana di rametti intrecciati) e nelle cure parentali, talvolta coadiuvati da altri membri del gruppo di appartenenza.

## Distribuzione e habitat
La sottofamiglia ha distribuzione oceaniana, con la stragrande maggioranza delle specie diffuse in Australia, Tasmania e Nuova Guinea, oltre a qualche endemismo delle isole vicine.
Le specie ascritte alla sottofamiglia sono legate ad ambienti in cui le aree alberate e quelle aperte erbose si alternano, avendo esse l'abitudine di posizionarsi su posatoi in evidenza per avvistare il cibo: la gazza australiana è più terricola, mentre le altre specie vivono sugli alberi e predano al suolo calando in picchiata dall'alto.

## Tassonomia
Alla sottofamiglia vengono ascritti quattro generi, per un totale di 11 specie:
- Genere Melloria
  - Melloria quoyi (Lesson & Garnot, 1827) - uccello beccaio nero
- Genere Gymnorhina
  - Gymnorhina tibicen (Latham, 1802) - gazza australiana
- Genere Cracticus
  - Cracticus torquatus (Latham, 1801) - uccello beccaio grigio
  - Cracticus argenteus Gould, 1841 - uccello beccaio dorsoargenteo
  - Cracticus mentalis Salvadori & d'Albertis, 1875 - uccello beccaio dorsonero
  - Cracticus nigrogularis (Gould, 1837) - uccello beccaio bianconero
  - Cracticus cassicus (Boddaert, 1783) - uccello beccaio dorsonero
  - Cracticus louisiadensis Tristram, 1889 - uccello beccaio di Tagula
- Genere Strepera
  - Strepera graculina (Shaw, 1790) - currawong bianconero
  - Strepera fuliginosa (Gould, 1837) - currawong nero
  - Strepera versicolor (Latham, 1801) - currawong grigio

A queste si aggiungono Kurrartapu johnnguyeni del primo Miocene del Queensland ed una specie ancora non descritta scientificamente, la cui scapola fossile risalente anch'essa al Miocene è stata rinvenuta a Otago, in Nuova Zelanda.
A lungo, i membri della sottofamiglia sono stati considerati come facenti parte di una propria famiglia, i Cracticidae: tuttavia, con l'avvento delle indagini genetiche a livello tassonomico è emersa una certa affinità con le rondini boscherecce del genere Artamus e con i peltopi neoguineani del genere Peltops (questi ultimi ascritti ai Monarchidae). I tre cladi sono pertanto stati riuniti in un'unica famiglia, gli Artamidae.